# 大河内城の戦い
大河内城の戦い（おかわちじょうのたたかい）は、戦国時代の永禄12年（1569年）に伊勢国大河内城で行われた合戦である。尾張国の戦国大名・織田信長と、伊勢国の国司である北畠具教・具房親子との間で行われた。

## 概要

### 合戦までの経緯
1567年（永禄10年）、織田信長は神戸具盛、長野具藤を降し、北伊勢の八郡を手中に収め、残る南伊勢五郡を支配する国司大名・北畠家と対立していた。北畠家の当主は北畠具房であったが、実権は隠居した前当主・北畠具教が握っていた。
1569年（永禄12年）5月、木造城主・木造具政（具教の弟）が源浄院主玄（後の滝川雄利）と柘植保重の献策により、織田側につく。織田側の武将・滝川一益の調略であった。対する具教は5月12日、木造城を包囲し攻撃するも（『桑名志』）、滝川、神戸氏、長野氏の援軍もあり、8月に入っても木造城は持ち堪えていた。

### 開戦
同年8月20日、上洛戦を終えて美濃に戻っていた信長は、総勢7万といわれる軍で岐阜を出陣。23日、木造城に着陣した。
北畠軍は既に囲みを解いており、1万6千の兵を天険の要害である大河内城とその支城に分散させ籠城していた。大河内城の北畠軍の兵数は約8千であったといわれる。
8月26日、織田軍の木下秀吉が阿坂城を攻撃、落城させる。信長は他の支城は放置し、大河内城へ向かった。
8月28日、織田軍は四方より大河内城を包囲し、城の周囲に鹿垣を2重3重に作った。
9月8日、信長は丹羽長秀・池田恒興・稲葉良通に夜討ちを命じる。しかし雨が降り出して鉄砲が使用不能になったため、後退した。
翌日9月9日、信長は兵糧攻めを狙い、滝川一益に命じて多芸城を焼き討ちさせる。さらにその近辺にも放火し、住民を大河内城へと追い込んだ。
この後、1ヶ月ほど間が空く。滝川一益が魔虫谷から攻め込んだが失敗に終わったというが、詳細は不明である。
10月3日、織田家と北畠家は和睦した。
この時の和睦の条件は、
- 信長の次男である茶筅丸（織田信雄）を具房の養嗣子とすること。
- 大河内城を茶筅丸に明け渡し、具房、具教は他の城へ退去すること。

という、織田側に有利なものであった。

## 合戦の影響
大河内城を明け渡し、具教は霧山城に近い三瀬館（現在の三重県多気郡大台町）、具房は坂内城に移ったものの、少なくとも4年後の天正元年（1573年）9月迄実権を保ち続けた。
なお、谷口克広は信長の北畠氏との戦いはむしろ信長方が次第に劣勢となり、足利義昭の仲介で和議に入ったとする説を出している。また、久野雅司は、信長が茶筅丸の入嗣を強要したことで義昭の不快感を招き、信長と義昭の対立のきっかけになった事件とする見方をしている。